# Dværgsilkeabe
Dværgsilkeaben (Cebuella pygmaea) er en silkeabe i familien af egernaber. Denne art er verdens mindste abeart. Dyret når blot en længde på 12-15 cm med en hale på 17-23 cm og en vægt på 100-125 g. Dens føde består af frugt, insekter og plantesaft. Den bliver kønsmoden i 2 årsalderen og kan blive op til 12 år gammel. Den lever i tæt regnskov langs floder i det vestlige Brasilien, det sydøstlige Colombia, det østlige Ecuador og det østlige Peru.
Hunnen er drægtig i 140 døgn før hun føder 1-3 unger.